# 卡納斯托塔 (紐約州村)
卡納斯托塔（英語：Canastota）是位於美國紐約州麥迪遜縣的村。

## 人口
根據2020年美國人口普查的數據，卡納斯托塔的面積為8.66平方千米，當中陸地面積為8.65平方千米，而水域面積為0.01平方千米。當地共有人口4556人，而人口密度為每平方千米526人。